# Michel Godard (homme politique)
Pour les articles homonymes, voir Godard.
Michel Godard, né le 8 novembre 1933 à Torigni-sur-Vire (Manche) et mort le 2 août 2024 à Pontivy (Morbihan), est un homme politique français.

## Biographie
Ingénieur électromécanicien de formation, il est maire de la commune de Ploemeur (Morbihan) de mars 1983 à juin 1995.
Élu conseiller général du canton de Ploemeur en 1985 lors d'une triangulaire, il est reconduit dans ses fonctions en 1992 dès le premier tour.
Lors des élections législatives de 1993, il est candidat de l'Union pour la France (UPF) et est élu avec 53,39 % des suffrages dans la cinquième circonscription du Morbihan en battant le socialiste Jean-Yves Le Drian, maire de Lorient et député depuis 1978. Il est ainsi un exemple de la « vague bleue » en permettant à la droite de remporter toutes les circonscriptions du Morbihan. Au cours de la Xe législature, il siège au sein du groupe Union pour la démocratie française et du centre (UDFC).
Son mandat s'achève le 21 avril 1997 à la suite de la dissolution de l'Assemblée nationale décidée par le Président Jacques Chirac. Il ne représente pas aux élections législatives de 1997.
En septembre 2001, il reçoit le titre de maire honoraire.

## Détail des fonctions et des mandats
Mandat parlementaire
- 2 avril 1993 - 21 avril 1997 : député de la cinquième circonscription du Morbihan

Mandats locaux
- jusqu'au 20 mars 1983 : adjoint au maire de Ploemeur
- 20 mars 1983 - 25 juin 1995 : maire de Ploemeur
- 17 mars 1985 - 15 mars 1998 : conseiller général du canton de Plœmeur
- Vice-président du District du Pays de Lorient